# Ephesia suzukii
Ephesia suzukii är en fjärilsart som beskrevs av Matsumura 1911. Ephesia suzukii ingår i släktet Ephesia och familjen nattflyn. Inga underarter finns listade i Catalogue of Life.